# Stella Adams
Stella Adams (Sherman, 24 de abril de 1883-Hollywood, 17 de septiembre de 1961) fue una actriz estadounidense que trabajó durante la época del cine mudo y en los primeros años del cine sonoro. Su fuerte estaba en los cortometrajes.

## Primeros años
Adams nació en Sherman, Texas.

## Carrera
Aunque Adams sólo apareció en 12 largometrajes, Actuó en casi 150 cortometrajes durante la época del cine mudo, la mayoría de ellos con papeles protagonistas. Su primer crédito como actriz fue uno de esos largometrajes, la película de 1909 In the Sultan's Power, en la que tuvo un papel protagonista. La película destacó por ser la primera que se rodó íntegramente en la costa oeste de Estados Unidos. En este momento de la industria cinematográfica, la mayoría de las películas todavía se rodaban en Nueva Jersey y Nueva York.
Adams se incorporó a Nestor Film Company en 1912 y se trasladó a California cuando la empresa se trasladó allí. Sus primeros trabajos fueron en comedias, pero también empezó a trabajar en películas del oeste. Dejó Nestor con el director Al Christie cuando éste comenzó su propio estudio.
En 1917, un artículo de la publicación comercial Billboard informaba de que Adams dejaba California "para reunirse con su esposo en Chicago, y el año que viene volvería a los escenarios elegidos".
Pasaron veinte años antes de que Adams hiciera otro largometraje, cuando apareció en un papel destacado en la película muda/sonora, Me, Gangster, dirigida por Raoul Walsh. Durante los ocho años siguientes, Adams hizo otras diez películas, aunque en papeles cada vez más pequeños, retirándose en 1936.

## Vida personal
Adams se casó con el agente de prensa James Whittendale.

## Muerte
Adams murió en Woodland Hills, California, el 17 de septiembre de 1961, y fue enterrada en el Calvary Cemetery en Los Ángeles.

## Filmografía seleccionada (cortometrajes y películas destacadas)
(Según la base de datos del AFI)
| - In the Sultan's Power (1909) - Could You Blame Her (1914) - When Bess Got in Wrong (1914) as Stella - His Nobs the Duke (1915) - Wanted: A Leading Lady (1915) - Where the Heather Blooms (1915) - Love and a Savage (1915) - Mingling Spirits (1916) - Me, Gangster (1928) - Sister to Judas (1932) | - Temptation's Workshop (1932) - The Vampire Bat (1933) - Bachelor Mother (1933) - Sing Sinner Sing (1933) - The Whirlwind (1933) - Whom the Gods Destroy (1934) - The Tonto Kid (1935) - The King Steps Out (1936) - Theodora Goes Wild (1936) |